# Mauro Lustrinelli
Mauro Lustrinelli (ur. 26 lutego 1976 w Bellinzonie) – szwajcarski piłkarz występujący na pozycji napastnika. Od 2017 roku trener FC Thun. W reprezentacji Szwajcarii zadebiutował w 2005 roku. Rozegrał w niej 12 spotkań.